# Afono
Afono est un village des Samoa américaines situé au nord-est de Tutuila. C'est un des villages les plus peuplés de Tutuila avec 530 habitants, le village se trouve au bord de Afono Bay et près du parc national des Samoa américaines.